# Jacques Merlet
Jacques Merlet (* 5. Dezember 1931 in Sainte-Foy-la-Grande, Département Gironde; † 2. August 2014 in Paris) war ein französischer Musikwissenschaftler und Musikjournalist, der als Redakteur bei Radio France und Orgel-Spezialist jahrzehntelang Alte Musik und junge Talente förderte.

## Leben
Schon früh interessierte sich der bei Kriegsende 13-Jährige für die Orgelmusik. Er absolvierte ein musikwissenschaftliches Studium am Pariser Konservatorium mit den Hauptinstrumenten Orgel und Klavier. Zu seinen Lehrern zählte Olivier Messiaen. Seine besondere Leidenschaft galt der Musikepoche des Barock.
Nachdem es ihm gelungen war, eine Musikredakteurs-Planstelle beim nationalen Rundfunk zu besetzen, arbeitete er mehr als 30 Jahre zunächst für die Welle France Culture und später für France Musique als Redakteur, Musikproduzent und Moderator.
Merlet liebte es vor allem, musikalische Entdeckungen zu machen und diese mit anderen zu teilen. Er war ein starker Kommunikator und stand im Mittelpunkt musikgesellschaftlichen Lebens. Sein großer Freundeskreis aus Musikern, Veranstaltern und Journalistenkollegen traf sich häufig in seiner großen Künstleratelierswohnung in der Rue Jouffroy zu Banketten. Im Jahr 1998 erhielt Merlet die Medaille der Confrérie de la Lamproie der Stadt Sainte-Terre.
Er trug wesentlich dazu bei, internationale Nachwuchsmusiker wie Jean-Claude Malgoire, William Christie, Jordi Savall und Philippe Herreweghe in ganz Frankreich bekannt zu machen. In Frankreich und Spanien kämpfte er für den Erhalt bedeutender historischer Kirchenorgeln.
Ab November 2000 waren seine Motorik und seine Sprechfähigkeit durch einen Schlaganfall beeinträchtigt. Dem Empfang des Ordre des Arts et des Lettres aus der Hand des französischen Kulturministers Jean-Jacques Aillagon im Januar 2003 konnte er mit einer Dankesrede begegnen. Ein zweiter Apoplex im Jahre 2005 machte ihn zum Rollstuhlfahrer und Pflegefall im Pariser Seniorenheim Villa Lecourbe. Merlet starb im August 2014 an einer Lungenentzündung.

## Belege
1. ↑  Beitrag Merlets zu Händels Opera seria und das heutige Regietheater, Internationale Händel-Akademie Karlsruhe 1990 und 1991, abgerufen am 2. August 2014.
2. ↑   „Les Rencontres de Fénétrange“ (Memento vom 8. August 2014 im Internet Archive). Festival-Aufzeichnung über J. Merlet als Produzent für Radio France, abgerufen am 2. August 2014 (französisch).
3. ↑  L’Ensemble „Musica Antiqua Mediterranea“ (Seite nicht mehr abrufbar, festgestellt im Juli 2025. Suche in Webarchiven)  Info: Der Link wurde automatisch als defekt markiert. Bitte prüfe den Link gemäß Anleitung und entferne dann diesen Hinweis., darin Beispiel für Les Muses en dialogue von Jacques Merlet, abgerufen am 2. August 2014.
4. ↑  Lob für den Moderator Merlet als unkonventionellen France Musique-Radiomann, der auf Sendung viel Lachen und Leichtigkeit verströmte (französisch), abgerufen am 2. August 2014.
5. ↑  http://www.festesdethalie.org/amisdejmerlet.htm (französisch)
6. ↑  Abbildung der Medaille Confrérie de la Lamproie, Sainte-Terre (Memento vom 24. September 2015 im Internet Archive).
7. ↑  siehe Nachruf in Le Monde
8. ↑  Discours prononcé par M. Hugues R. Gall pour l’installation de M. William Christie à l’Académie des Beaux-Arts (Memento des Originals vom 4. Dezember 2010 im Internet Archive)  Info: Der Archivlink wurde automatisch eingesetzt und noch nicht geprüft. Bitte prüfe Original- und Archivlink gemäß Anleitung und entferne dann diesen Hinweis., le mercredi 27 janvier 2010 (französisch), abgerufen am 2. August 2014.
9. ↑  Le cerveau, un organe vertigineux - 2ème partie, France Inter Radiosendung 11. November 2011, abgerufen am 2. August 2014 (französisch)

| Personendaten    | Personendaten                                      |
| ---------------- | -------------------------------------------------- |
| NAME             | Merlet, Jacques                                    |
| KURZBESCHREIBUNG | französischer Musikjournalist und Orgel-Spezialist |
| GEBURTSDATUM     | 5. Dezember 1931                                   |
| GEBURTSORT       | Sainte-Foy-la-Grande (Gironde)                     |
| STERBEDATUM      | 2. August 2014                                     |
| STERBEORT        | Paris                                              |